# Моркховен
Моркховен (хол. Morkhoven) је насељено место у Белгији, које се налази у провинцији Антверпен, недалеко од града Херенталса. У њему је, 2010. године, живело 2013 становника.